# Cantone di Mauvezin
Il Cantone di Mauvezin era una divisione amministrativa dell'arrondissement di Condom.
A seguito della riforma approvata con decreto del 26 febbraio 2014, che ha avuto attuazione dopo le elezioni dipartimentali del 2015, è stato soppresso.

## Composizione
Comprendeva i comuni di:
- Avensac
- Bajonnette
- Homps
- Labrihe
- Mansempuy
- Maravat
- Mauvezin
- Monfort
- Saint-Antonin
- Saint-Brès
- Sainte-Gemme
- Saint-Orens
- Sarrant
- Sérempuy
- Solomiac